# Pontus Carlsson
Pontus Erik Sergio Carlsson (* 18. Dezember 1982 in Cali, Kolumbien) ist ein schwedischer Schachspieler.

## Leben
Als Carlsson ein Jahr alt war, kam seine gesamte kolumbianische Familie ums Leben. Er wurde von einem schwedischen Ehepaar adoptiert. Mit vier Jahren brachte ihm sein Adoptivvater Ingvar (der den Titel eines Fernschach-Großmeisters trägt) das Schachspielen bei.
Seit August 2005 trägt Pontus Carlsson den Titel Internationaler Meister. Hierfür erfüllte er zwischen Juni 2001 und Juli 2005 fünf Normen. Seit Juni 2007 ist er Großmeister. Die erforderlichen Normen erfüllte er bei der Mannschaftseuropameisterschaft 2005 in Göteborg, im August 2006 beim 7 Ciutat Tarragona, im Februar 2007 beim II Ciutat de Sóller und im April 2007 beim Sigeman-Turnier in Malmö.

## Nationalmannschaft
Mit der schwedischen Nationalmannschaft nahm er an den Schacholympiaden 2006 in Turin, 2008 in Dresden und 2012 in Istanbul teil. Außerdem spielte er bei den Mannschaftseuropameisterschaften 2005 in Göteborg (in der zweiten Mannschaft), 2007 in Iraklio, 2011 in Porto Carras und 2013 in Warschau teil, wobei er 2007 eine individuelle Bronzemedaille für sein Ergebnis von 6 Punkten aus 9 Partien als Reservespieler erhielt.

## Vereine
Vereinsschach spielte er in Schweden für Linköping ASS, von 1999 bis 2013 für den Sollentuna SK (seit 2009 Team Viking), mit dem er mehrmals die schwedische Mannschaftsmeisterschaft gewann (1999/2000, 2001/02, 2002/03, 2005/06, 2006/07, 2009/10 und 2011/12) und an den European Club Cups 2002, 2005 und 2007 teilnahm. Von 2013 bis 2017 spielte er für den Eksjö SK, in der Saison 2017/18 für den Meister Malmö AS. Außerhalb der schwedischen 1. Liga hat er in Vereinen auch in spanischen und katalanischen Ligen gespielt sowie in Island; in der tschechischen Extraliga spielte er in der Saison 2013/14 für den ŠK ERA Poštovní spořitelna und in der Saison 2019/20 für den ŠK Dopravní podnik Praha.